# Sargenroth
Sargenroth är en kommun och ort i Rhein-Hunsrück-Kreis i förbundslandet Rheinland-Pfalz i Tyskland.
Kommunen ingår i kommunalförbundet Verbandsgemeinde Simmern-Rheinböllen tillsammans med ytterligare 43 kommuner.